# Lo esencial de Ricardo Arjona
Lo Esencial De Ricardo Arjona es un álbum recopilatorio lanzado en 2010 por Ricardo Arjona, cantante y compositor de Guatemala.
El álbum contiene 45 canciones tomadas de los álbumes de Arjona, a partir de 1985 hasta el año 2010, que incluye todos los éxitos de su carrera, envasados en tres discos, y también contiene en un solo DVD de vídeos musicales de 16 de las canciones más exitosas del cantante. 
Además, el álbum incluye algunos de los éxitos grabado en vivo, y nuevas versiones con artistas como el cantante pop puertorriqueño Marc Anthony y el cantante de salsa Gilberto Santa Rosa.

## Listado de canciones
A continuación el tracklist de la edición de CD / DVD del álbum:

### Disco 1
| N.º | Título                                     | Duración |  |
| 1.  | «"Quién Diría"»                            |          |  |
| 2.  | «"Historia De Taxi"»                       |          |  |
| 3.  | «"Dime Que No"»                            |          |  |
| 4.  | «"Se Nos Muere El Amor"»                   |          |  |
| 5.  | «"Si Usted La Viera"»                      |          |  |
| 6.  | «"Así de Ilogico"»                         |          |  |
| 7.  | «"Hoy es Buen Día Para Empezar"»           |          |  |
| 8.  | «"Ayudame Freud"»                          |          |  |
| 9.  | «"Me Enseñaste"»                           |          |  |
| 10. | «"Pensar En Ti"»                           |          |  |
| 11. | «"Animal Nocturno"»                        |          |  |
| 12. | «"La Noche Te Trae Sorpresas"»             |          |  |
| 13. | «"Buenas Noches Don David"»                |          |  |
| 14. | «"Porque Hablamos" (feat. Ednita Nazario)» |          |  |
| 15. | «"La Sucursal Del Cielo"»                  |          |  |

### Disco 2
| Disc 2 |                                |          |  |
| N.º    | Título                         | Duración |  |
| 1.     | «Señora De Las Cuatro Décadas» |          |  |
| 2.     | «Primera Vez»                  |          |  |
| 3.     | «Tu Reputación»                |          |  |
| 4.     | «Me Están Jodiendo La Vida»    |          |  |
| 5.     | «Desnuda»                      |          |  |
| 6.     | «Como Olvidarte»               |          |  |
| 7.     | «Casa de Locos»                |          |  |
| 8.     | «Te Enamoraste de Ti»          |          |  |
| 9.     | «Ella y El»                    |          |  |
| 10.    | «Libre»                        |          |  |
| 11.    | «Jesús verbo No Sustantivo»    |          |  |
| 12.    | «Del Otro Lado del Sol»        |          |  |
| 13.    | «Si El Norte Fuera El Sur»     |          |  |
| 14.    | «Aquí Estoy» (en vivo)         |          |  |
| 15.    | «Historia» (en vivo)           |          |  |

### Disco 3
| Disc 3 |                                                           |          |  |
| N.º    | Título                                                    | Duración |  |
| 1.     | «Realmente No Estoy Tan Solo»                             |          |  |
| 2.     | «Cuando»                                                  |          |  |
| 3.     | «Olvidarte»                                               |          |  |
| 4.     | «Te Conozco»                                              |          |  |
| 5.     | «Tiempo En Una Botella»                                   |          |  |
| 6.     | «Tarde (Sin Daños a Terceros)» (en vivo)                  |          |  |
| 7.     | «Mujeres»                                                 |          |  |
| 8.     | «Receta»                                                  |          |  |
| 9.     | «México»                                                  |          |  |
| 10.    | «Solo»                                                    |          |  |
| 11.    | «Noticiero»                                               |          |  |
| 12.    | «Lo Poco Que Queda de Mi»                                 |          |  |
| 13.    | «Historia de Taxi» (duet with Marc Anthony)               |          |  |
| 14.    | «Desde La Calle 33» (en vivo)                             |          |  |
| 15.    | «Buenas Noches Don David» (duet with Gilberto Santa Rosa) |          |  |

### DVD
| DVD |                                |          |  |
| N.º | Título                         | Duración |  |
| 1.  | «Te Conozco»                   |          |  |
| 2.  | «Señora De Las Cuatro Décadas» |          |  |
| 3.  | «Historia De Taxi»             |          |  |
| 4.  | «Realmente No Estoy Tan Solo»  |          |  |
| 5.  | «Jesús Verbo No Sustantivo»    |          |  |
| 6.  | «Mujeres»                      |          |  |
| 7.  | «Tu Reputación»                |          |  |
| 8.  | «Desnuda»                      |          |  |
| 9.  | «Cuando»                       |          |  |
| 10. | «Dime Que No»                  |          |  |
| 11. | «Se Nos Muere El Amor»         |          |  |
| 12. | «Olvidarte»                    |          |  |
| 13. | «Si El Norte Fuera Sur»        |          |  |
| 14. | «Buenas Noches Don David»      |          |  |
| 15. | «Te Enamoraste de Ti»          |          |  |
| 16. | «Aquí Estoy»                   |          |  |